# هدى الغانم
هدى الغانم (22 ديسمبر 1962 -)، ممثلة إماراتية. بدأت مسيرتها في التمثيل بعام 1991، قدمت من خلال المسرح والتلفزيون العديد من الأعمال وكما في الإذاعة.

## مسيرتها
بدأت هدى الغانم رحلتها الفنية في أوائل التسعينات، حيث قدمت مجموعة من الأعمال البارزة على خشبة المسرح وفي التلفزيون والإذاعة. بدأت مسيرتها المسرحية تحت إشراف المخرج السوري حسن عبد السلام، حيث شاركت في مسرحية "خربطة مربطة" إلى جانب مجموعة من النجوم مثل مظهر أبو النجا، بدرية أحمد، وطيف، وانتصار، وسعيد العزيز، وأسعد الشيل، وغيرهم، واستمرت الغانم في تقديم العديد من المسرحيات، من بينها "البقعة"، "راعي ألبوم عبرني"، "بو رويشيد فوق نخلة"، "سرقوا الكاس يا ماجد"، "حسينو سهمك جرحني"، "عائلة طرب"، "حطبة التوبة"، و"عائلة نص كم". ساهمت أدوارها المسرحية في حصولها على أدوار بارزة في التلفزيون، لكن ذلك لم يمنعها من الاستمرار في تقديم المسرحيات، وإن كانت مشاركاتها أقل، مثل "شنينة أم السحورة"، و"بيت العمدة"، وغيرها من الأعمال. خلال مشوارها، تعاونت الغانم مع مجموعة من أبرز نجوم التمثيل في الإمارات، مثل أحمد الجسمي، جابر نغموش، رزيقة طارش، سيف الغانم، وأحمد الأنصاري، وغيرهم.
قدمت دور الأم في العديد من الأعمال، وقد قالت في لقاء معها: "أتمنى حقاً الخروج من أدوار الأم التي تقدم لي على الدوام، لأنني كما يعلم الجميع قادرة على تقديم جميع الشخصيات الدرامية والكوميدية". كما قالت في لقاء آخر أنها تريد أداء أدوار مختلفة كشخصية امرأة مجنونة كما قامت بها الممثلة المصرية نبيلة عبيد في فيلم توت توت.

## أعمالها

### من المسرحيات
1. خربطة مربطة.
2. البقعة.
3. راعي البوم عبرني.
4. بو رويشد فوق نخلة.
5. حسينو سهمك جرحني.
6. سرقوا الكاس يا ماجد.
7. عائلة طرب.
8. عائلة نص كم.
9. حطبة التوبة.

### من المسلسلات
1. حاير طاير 1، 2.
2. طماشة.
3. أزهار مريم.
4. هديل الليل.
5. نص درزن.
6. بنات شما.
7. ما نتفق.
8. مؤمرات عائلية.
9. وديمة.
10. خبز رقاق.
11. بو شلاخ.
12. بركون.
13. أوراق الحب.
14. الجيران.
15. لحظات حرجة.

### أفلام قصيرة
1. أخي.
2. غافت عوشة.
3. أحلام الأرز.

### البرامج
1. سلامتك.
2. وين الغلط.
3. مقصات.

## الجوائز
- جائزة أفضل ممثلة في الأفلام القصيرة في فيلم أحلام الأرز في المهرجان السينمائي في أبو ظبي.[بحاجة لمصدر]

## روابط خارجية
- هدى الغانم على موقع قاعدة بيانات الأفلام العربية